# Sarajevský tunel
Sarajevský tunel (srbochorvatsky Sarajevski tunel, Сарајевски тунел), také známý jako Tunel spásy (srbochorvatsky: Tunel spasa, Тунел спаса) a Tunel naděje, byl tunelem v Sarajevu vybudovaným mezi březnem a červnem 1993 uprostřed bosenské války. Postavila ho Armáda Republiky Bosna a Hercegovina (ARBiH) s cílem propojit město Sarajevo, které bylo zcela odříznuto Armádou Republiky srbské (VRS), s územím ovládaným ARBiH na druhé straně sarajevského letiště, oblastí kontrolovanou Organizací spojených národů.
Tunel spojoval sarajevské čtvrti Dobrinja a Butmir (odtun název „Tunel D-B“), umožňoval přísun potravin, válečných zásob a humanitární pomoci do města a umožňoval lidem dostat se ven. Tunel se stal hlavním způsobem, jak obejít mezinárodní zbrojní embargo a poskytnout obráncům města zbraně.
Stavba tunelu začala tajně 1. března 1993 pod krycím názvem „Objekt BD“.